# The Spirit of Christmas
The Spirit of Christmas är två amerikanska animerade kortfilmer som skapades av Trey Parker och Matt Stone under 1992 respektive 1995 och som senare skulle ligga till grund för TV-serien South Park. Även om de officiella namnen på de båda kortfilmerna är The Spirit of Christmas brukar de benämnas Jesus vs. Frosty respektive Jesus vs. Santa för att kunna skilja dem åt. Efter lanseringen av Jesus vs. Santa i december 1995 spreds kortfilmen runt över hela USA och den anses vara en av de första virala videorna någonsin.
Jesus vs. Frosty handlar om fyra pojkar som bygger en snögubbe (kallad Frosty), men när de sätter en magisk hatt på snögubben väcks han till liv och försöker döda dem. Pojkarna träffar på jultomten, som visar sig vara Frosty i förklädnad och det är först när de möter Jesus som Frosty besegras. I Jesus vs. Santa besöker Jesus pojkarna och han ber dem visa var jultomten befinner sig. Så fort Jesus får syn på jultomten börjar de slåss och det är upp till pojkarna att stoppa dem, vilket de först lyckas med efter några goda råd från konståkaren Brian Boitano. Båda kortfilmerna slutar på liknande sätt, nämligen att pojkarna kommer fram till att den "sanna" meningen med julen är julklapparna.  
Jesus vs. Frosty gjordes under tiden Parker och Stone var studerande vid universitetet i Colorado och de använde sig av pappersfigurer och en gammal 8mm videokamera för att skapa kortfilmen. Under 1995 ville de skapa en TV-serie och de tog hjälp av producenten Brian Graden för att se om detta var möjligt. Efter att ha blivit avvisade hos både Comedy Central och Fox bad Graden dem att skapa en julvideo åt honom som han kunde skicka till sina vänner. Denna julvideo blev senare känd som Jesus vs. Santa och bland annat tack vare den fick Parker och Stone möjligheten att utveckla sitt koncept till en TV-serie under namnet South Park.

## Jesus vs. Frosty(1992)

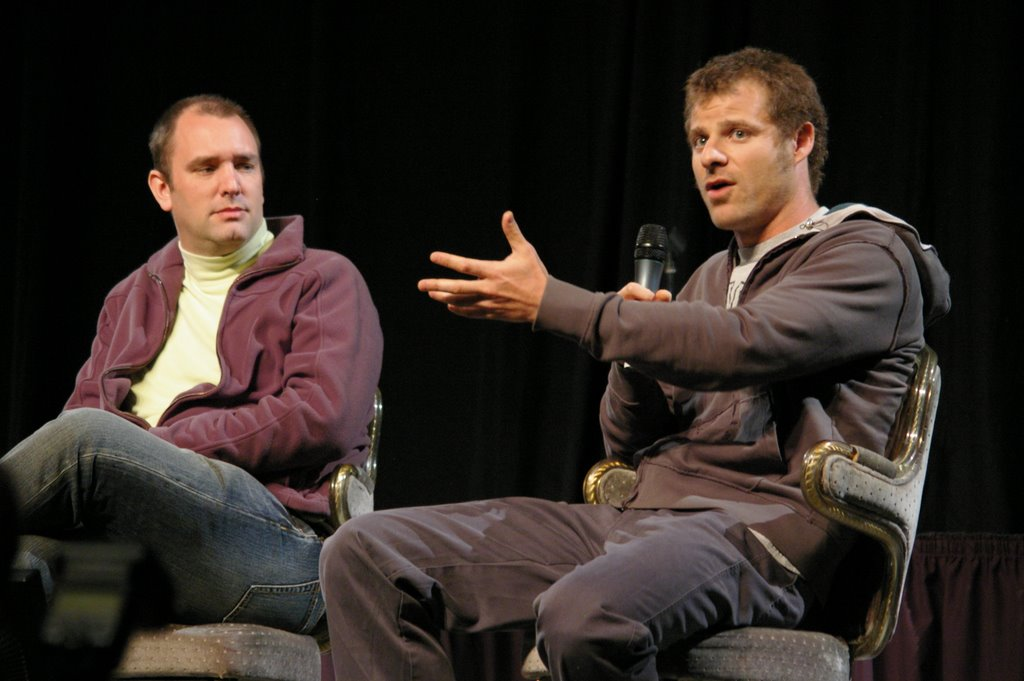
The Spirit of Christmas skapades av Trey Parker (vänster) och Matt Stone (höger).

### Handling
Kortfilmen börjar med att fyra pojkar bygger en snögubbe (kallad Frosty) och precis som i jullåten "Frosty the Snowman" sätter de en magisk hatt på snögubben för att väcka honom till liv. Det visar sig dock att Frosty är ond och det växer fram tentakler ur honom; med dessa tentakler kastar han iväg en av pojkarna, vilket dödar honom. En av de andra pojkarna utbrister då: "Herregud, Frosty dödade Kenny!" Pojkarna träffar kort därefter på jultomten som de ber om hjälp, men det visar sig vara Frosty i förklädnad och han dödar ännu en av pojkarna genom att kasta iväg honom. De två överlevande pojkarna kommer nu fram till en julkrubba där de möter Jesus. Han besegrar Frosty genom att med ett kast med sin gloria slå av hans hatt. Pojkarna har en avslutande dialog sinsemellan där de kommer fram till att de har lärt sig den "sanna" meningen med julen – julklappar. Kortfilmen avslutas med att de beger sig av hemåt för att leta efter julklappar som deras föräldrar gömt undan.

### Produktion och lansering
1992 skapade Trey Parker och Matt Stone en animerad kortfilm med namnet The Spirit of Christmas (vilken senare kom att benämnas Jesus vs. Frosty för att särskilja den från den andra kortfilmen med samma namn). Parker och Stone var vid tillfället studerande vid universitetet i Colorado, där de arbetade på det egenstartade produktionsbolaget Avenging Conscience Productions, Inc; namnet är taget från D.W. Griffiths film med samma namn från 1914, som både Parker och Stone avskydde. Vid produktionen av Jesus vs. Frosty använde de sig av pappersfigurer och en gammal 8mm videokamera. Parker frågade Eric Stough, som senare skulle bli animatör för South Park, om han ville samarbeta med dem för att skapa kortfilmen, men Stough avböjde då han var mer intresserad av att skapa "gulliga Disney-liknande filmer".
Kortfilmen premiärvisades sedan för andra studenter i december 1992. De fyra pojkarna i Jesus vs. Frosty är snarlika de fyra huvudrollsinnehavarna i det som senare skulle bli South Park: Stan Marsh, Kyle Broflovski, Eric Cartman och Kenny McCormick (skillnaden är att den rollfigur som liknar Cartman kallas för Kenny i denna kortfilm medan de tre andra pojkarna inte namnges).

## Jesus vs. Santa(1995)

### Handling
Kortfilmen börjar med att de fyra pojkarna (Stan, Kyle, Cartman och Kenny) står och sjunger jullåtar när Stan frågar Kyle om han inte borde sjunga chanukkalåtar istället eftersom han är jude. När han börjar sjunga på en judisk låt blir han förolämpad av Cartman och de två börjar argumentera. De avbryts dock av Jesus som frågar pojkarna om de kan ta med honom till gallerian, för att han vill träffa jultomten, vilket pojkarna går med på. När Jesus får syn på jultomten blir han arg eftersom han anser att jultomten har tagit bort högtidens fokus från Jesu födelse. Jultomten däremot säger att julen handlar mer än om Jesu födelse och att de ska göra upp en gång för alla. Jesus och jultomten börjar slåss mot varandra och under deras strid råkar de döda flera åskådare, däribland Kenny. Efter ett tag ber både Jesus och jultomten om hjälp av pojkarna och pojkarna hamnar i ett dilemma över vem de ska hjälpa. Stan och Cartman ställer sig frågan om vad Brian Boitano skulle gjort vid en sådan här situation och precis då dyker Boitano upp. Han håller ett tal om hur julen handlar om att vara snälla mot varandra innan han beger sig av igen. Pojkarna tar till sig Boitanos meddelande och hindrar Jesus och jultomten från att fortsätta slåss. Jesus och jultomten gräver ned stridsyxan och blir vänner medan pojkarna förundrar sig över att de fick träffa Brian Boitano i egen hög person. Precis som i Jesus vs. Frosty kommer pojkarna fram till att den "sanna" meningen med julen handlar om julklappar. Kyle påpekar att eftersom han är jude får han presenter i åtta dagar, vilket leder till att Stan och Cartman också vill bli judar. Kortfilmen avslutas med att pojkarna går ur bild sjungandes på en judisk låt.

### Produktion och lansering
1995 ville Parker och Stone skapa en TV-serie och de tog hjälp av producenten Brian Graden för att se om detta var möjligt. De försökte sälja in idén för TV-serien, som vid tillfället gick under namnet Conifer, hos Comedy Central och Fox men de blev avvisade hos båda företagen. Graden bad istället Parker och Stone att skapa en julvideo åt honom som han kunde skicka till sina vänner. Graden gav dem $2 000 för att skapa 40 kopior av julvideon åt honom; totalkostnaden för produktionen blev bara $750 och Parker och Stone behöll resten av pengarna till hyra och julklappar. Parker och Stone funderade på att skapa en kortfilm som handlade om Mr. Hankey (en rollfigur som senare skulle vara med i South Park), men i slutändan bestämde de sig för att göra ännu en The Spirit of Christmas (vilken senare kom att benämnas Jesus vs. Santa för att särskilja den från den andra kortfilmen med samma namn). Liksom i den tidigare kortfilmen använde Parker och Stone sig av pappersfigurer och dialogen, som till stor del var improviserad, spelades in en källare. Parkers vän Stough hjälpte till under skapandet av Jesus vs. Santa; bland annat skapades kortfilmen på Celluloid Studios i Colorado, där Stough hade arbetspraktik vid tillfället. Stough hade även tillgång till en 32mm videokamera som de kunde använda, då Parker och Stone inte ville använda sig av super 8-film eller 16mm-film.
Efter att Jesus vs. Santa hade färdigställts skickade Graden ut den till 80 av sina vänner i december 1995. Kortfilmen blev en succé och vid februari 1996 hade den spridit sig över större delen av USA, vilket gör den till en av de första virala videorna. Parker och Stone, med hjälp av Graden, försökte nu ännu en gång sälja in sin idé för en TV-serie till Fox, men de var fortfarande inte intresserade. Detta fick Graden att lämna företaget och de tre sökte sig istället till Comedy Central, som var villiga att köpa in idén om det som senare skulle bli South Park. South Park hade sedan premiär den 13 augusti 1997 i USA med avsnittet "Cartman Gets an Anal Probe".
Jesus vs. Santa släpptes som extramaterial på DVD-utgåvan South Park The Hits: Volume 1.